# Periglaciar
En la geomorfología, el término periglaciar se refiere a procesos geomórficos creados por el congelamiento de agua en hielo y a las áreas en donde estos procesos operan. El sentido original, ya obsoleto, de la palabra periglaciar se restringía a áreas y procesos que ocurrían en las zonas aledañas a glaciares. Actualmente el término periglaciar se usa para asociar ciertas geoformas al congelamiento de agua o a un régimen de clima frío, aunque muchas geoformas adscritas al periglaciarismo se ha demostrado que existen en lugares donde el agua no se congela, y el rol del hielo en producir ciertas formas en lugares fríos también se ha puesto en entredicho. Se estima que aproximadamente un cuarto de la superficie sobre el nivel del mar de la Tierra presenta condiciones periglaciares.

## El sistema periglaciar

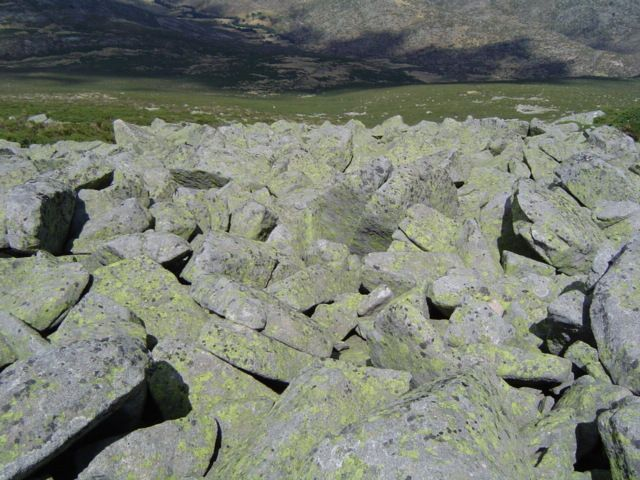
Pedreras o canchales son elementos comunes en ambientes periglaciares.

El sistema morfoclimático periglaciar aparece en zonas próximas a los glaciares, bien sean glaciares de valle o glaciares continentales
Las zonas donde se producen los procesos periglaciares rodean a las que corresponden al sistema morfoclimático glaciar. También aparece periglaciarismo en algunas cordilleras en las que no se dan condiciones suficientes para el desarrollo de glaciares.
Los climas que determinan este dominio son el continental subártico, el polar de tundra y el de alta montaña. Los procesos y agentes que intervienen en el modelado periglaciar son el hielo, la formación de morrenas y otros depósitosglaciares (esker, kame, etc.) los procesos fluviotorrenciales y los fenómenos de ladera.

## Procesos y agentes
Aunque no con tanta exclusividad como en sistemas glaciares, el hielo sigue siendo el agente más importante del modelado en el sistema periglaciar. Este agente es el responsable de la gelifracción, el fenómeno más relevante de este sistema.
Este tipo de modelado periglaciar surge a consecuencia del hielo que se forma en el interior de las grietas rocosas en las laderas de las montañas, que producen el aumento de volumen, la descamación y la posterior disgregación de la roca. Los fragmentos generados caen y se acumulan al borde de las montañas en las acumulaciones llamadas pedreras o pedrizas, que se suelen denominar canchales si se trata de fragmentos angulosos.
Los procesos fluviotorrenciales producidos por el agua de arroyada, procedente de la fusión del hielo y de las precipitaciones, modelan las pendientes. Los fenómenos de ladera son un conjunto de mecanismos que ocurren en las laderas de las montañas como resultado del proceso de meteorización y el efecto de la fuerza de la gravedad, que provocan el movimiento de materiales a zonas más bajas.
En el sistema periglaciar son importantes tres fenómenos de ladera: las coladas de barro, que consisten en el desplazamiento de material arcilloso que se produce al empaparse el suelo; la reptación, movimiento lento de los materiales del suelo a favor de la pendiente; y la solifluxión, pequeños flujos de suelo que se producen cuando este se encharca en la época del deshielo.

## Formas del relieve periglaciar
En este dominio son típicas las siguientes formas de relieve:
En zonas de pendiente se pueden formar terracillas (sistemas de escalones), canchales,  glaciares rocosos (acumulación de derrubios con barro o con hielo), etc.
En zonas horizontales se forman cuñas de piedra (grietas inicialmente cubiertas de hielo que al descongelarse son ocupadas por fragmentos de roca y arcilla), suelos poligonales (superficies agrietadas con fragmentos de rocas que adquieren formas de polígonos) y césped almohadillado (estructuras con forma de montículos cubiertos de hierba o musgo).
Debido a las bajas temperaturas, en el suelo se puede distinguir una parte superior, llamada mollisuelo, que se hiela y descongela en función de la temperatura, y una parte inferior, denominada permafrost, que se mantiene helada todo el año.